# Iana Klocikova
Iana Klocikova (n. 7 august 1982, Simferopol, RSS Ucraineană, URSS) este o înotătoare ucraineană, medaliată olimpică. A participat la 2 ediții ale Jocurilor Olimpice (2000, 2004) în care a câștigat 4 medalii de aur și o medalie de argint.